# Planispirina
Planispirina es un género de foraminífero bentónico de la subfamilia Fischerininae, de la familia Fischerinidae, de la superfamilia Cornuspiroidea, del suborden Miliolina y del orden Miliolida. Su especie tipo es Planispirina communis. Su rango cronoestratigráfico abarca desde el Plioceno hasta la Actualidad.

## Discusión
Clasificaciones más recientes incluyen Planispirina en la superfamilia Nubecularioidea.

## Clasificación
Planispirina incluye a las siguientes especies:
- Planispirina agglutinans
- Planispirina antarctica
- Planispirina auriculata
- Planispirina cliarensis
- Planispirina communis
- Planispirina exigua
- Planispirina obscura
- Planispirina schlumbergeri
- Planispirina sigmoidea
- Planispirina striata